# 城島光力
城島光力（1947年1月1日—），日本政治人物。本名城島 正光（じょうじま まさみつ）。
曾任衆議院議員（4期）、民主党國會對策委員長（第17代）、財務大臣（第16代）等職。

## 生平
- 1947年1月出生。
- 1965年，喇沙高校畢業。
- 1970年，東京大學農學部畜牧獸醫學科畢業。
- 1970年，味之素加盟公司。
- 1996年，眾議院議員初次當選。
- 2000年，眾議院議員（第2期）。
- 2003年，眾議院議員（第3期）。
- 2005年，以郵政解散落選。
- 2009年8月，眾議院議員（第4期）。
- 2011年1月，民主黨政調會長代理。
- 2011年9月，民主黨幹事長代理。
- 2012年1月，民主黨國對委員長。
- 2012年10月1日，在野田第3次改造內閣 財務大臣。
- 2012年12月，在眾議院選挙落選。

## 荣誉

### 日本勋章奖章
- 旭日重光章（2018年11月3日公布[1]）

## 相關
- 稻川会
- 民社協会
- 新黨友愛
- 小澤一郎
- 藤田幸久
- 筆坂秀世

## 外部連結
- 城島光力 公式ホームページ （页面存档备份，存于） - 城島の公式サイト
- 城島光力日記 （页面存档备份，存于） - 城島の公式ブログ

| 官衔            | 官衔                                | 官衔            |
| --------------- | ----------------------------------- | --------------- |
| 前任： 安住淳   | 財務大臣 第16代：2012年             | 繼任： 麻生太郎 |
| 政党职务        |                                     |                 |
| 前任： 平野博文 | 民主党国会対策委員長 第17代：2012年 | 繼任： 山井和則 |
| 其他職務        |                                     |                 |
| 前任： 安住淳   | 政府税制調査会会長 第12代：2012年   | 繼任： 中里實   |